# キングズリー・エイミス
サー・キングズリー・エイミス（Sir Kingsley Amis、CBE、1922年4月16日 - 1995年10月22日）はイギリスの小説家、評論家。コリン・ウィルソン、ジョン・オズボーン、ジョン・B・ウェイン、アラン・シリトーら、1950年代のイギリスの「怒れる若者たち」と呼ばれる作家たちの一人。サマセット・モーム賞、ブッカー賞などを受賞し、1990年にナイトの称号を授かった。息子のマーティン・エイミスも小説家。

## 略歴
1922年、ロンドン南部のノーベリー(クラッパム)にて、下層中流階級の家庭の一人っ子として生まれ、10代前半には不安症・パニック障害の兆候が現れる。ブラックフライアーズ駅近くの私立校シティ・オブ・ロンドン・スクールを経て、1941年にオックスフォード大学セント・ジョージ・カレッジへ奨学金で進学し、フィリップ・ラーキン と親しくなる。詩人としてデビューしたが小説家に転じた。第二次世界大戦で王立通信隊の中尉として兵役に就いた後、1949年から1967年までスウォンジ大学で英語の教鞭を執った。
ミステリー、SFも愛好し、SF評論『地獄の新地図』や、イアン・フレミングの小説シリーズの主人公ジェームズ・ボンドの伝記『007号/ジェイムズ・ボンド白書』をビル・タナー（シリーズに登場するMI6の幕僚主任）名義（日本語訳ではキングズリイ・エイミス名義）で執筆した。
また、イアン・フレミングの死後にロバート・マーカム名義で007シリーズの小説を1作執筆している。

## 家族
- 父・ウィリアム・ロバート・エイミス（William Robert Amis） ‐ マスタード会社のコールマンズ（en:Colman's）の事務員[1]
- 前妻・ヒラリー・バーデル（en:Hilary Bardwell, 1928-2010） ‐ ラスキン美術学校のモデルをしていた時にカフェでキングズリーと知り合い、妊娠、1948年に結婚出産、3児を儲けたが、キングズリーの不倫が原因で1965年に離婚、その後、2度結婚[1]。1980年にキングズリーが2度目の離婚後、夫ともにキングズリーと同居し、最期を看取った[1]。連続殺人犯フレデリック・ウェストの被害者の一人ルーシーはヒラリーの姉の娘[2]。
  - 二男・マーティン・エイミス
- 後妻・エリザベス・ジェーン・ホワード（en: Elizabeth Jane Howard, 1923-2014） ‐ 小説家。アーサー・サマヴェルの孫。キングズリーは三人目の夫。

## 受賞歴
- サマセット・モーム賞 (1955年)（Lucky Jim（『ラッキー・ジム』）に対して）
- ジョン・W・キャンベル記念賞 (1977年)（The Alteration（『去勢』）に対して）
- ブッカー賞 (1986年) （The Old Davilsに対して）

## 作品
| 1947 Bright November 1953 A Frame of Mind 1954 Poems: Fantasy Portraits. 1954 『ラッキー・ジム』（Lucky Jim） 1955 That Uncertain Feeling 1956 A Case of Samples: Poems 1946-1956. 1957 Socialism and the Intellectuals 1958 I Like it Here 1960 Take A Girl Like You 1960 『地獄の新地図』（New Maps of Hell） 1960 Hemingway in Space （パンチ 12月号 1960年） 1962 My Enemy's Enemy 1962 The Evans County 1963 One Fat Englishman 1965 The Egyptologists (ロバート・コンクエストとの共著) 1965 The James Bond Dossier 1965 『007号/ジェイムズ・ボンド白書』（The Book of Bond, or Every Man His Own 007 、ビル・タナー名義） 1966 『反死連盟』（The Anti-Death League） 1968 『007号/孫大佐』（Colonel Sun: a James Bond Adventure 、ロバート・マーカム名義） 1968 I Want It Now 1968 A Look Round the Estate: Poems, 1957-1967 1969 『グリーン・マン』（The Green Man） 1970 What Became of Jane Austen?, and Other Questions 1971 Girl, 20 | 1972 『酒について』（On Drink） 1973 『リヴァーサイドの殺人』（The Riverside Villas Murder） 1974 Ending Up 1974 Rudyard Kipling and his World 1975 The Crime Of The Century 1976 『去勢』（The Alteration） 1978 『ジェイク先生の性的冒険』（Jake's Thing） 1978 The New Oxford Book of Light Verse 1979 Collected Poems 1944-78 1980 Russian Hide-and-Seek 1980 Collected Short Stories 1983 『エヴリデイ・ドリンキング』（Every Day Drinking） 1984 『洋酒雑学百科Ｑ＆Ａ』（How's Your Glass?） 1984 Stanley and the Women 1986 The Old Devils 1988 Difficulties With Girls 1990 The Folks That Live on the Hill 1990 The Amis Collection 1991 Memoirs 1991 Mr Barrett's Secret and Other Stories 1991 We Are All Guilty 1992 The Russian Girl 1994 You Can't Do Both 1995 The Biographer's Moustache |

## 日本語訳された作品
- 『ラッキー・ジム』、福田陸太郎訳、三笠書房、1954年
- 『007号/ジェイムズ・ボンド白書』 (ハヤカワ・ライブラリ) 、永井淳訳、早川書房、1966年
- 『007号/孫大佐』ロバート・マーカム名義、 (ハヤカワ・ノヴェルズ) 、永井淳訳、早川書房、1966年 のちハヤカワミステリ文庫
- 『反死連盟』（ハヤカワ・ノヴェルズ）宇野輝雄訳 早川書房　1968年
- 『グリーン・マン』（ハヤカワ・ノヴェルズ）、小倉多加志訳、早川書房、1974年
- 『リヴァーサイドの殺人』（ハヤカワ・ノヴェルズ）、小倉多加志訳、早川書房、1977年
- 『地獄の新地図』、山高昭訳、早川書房、1979年
- 『ジェイク先生の性的冒険』、林節雄訳、講談社、1983年
- 『去勢』サンリオSF文庫、橋本宏訳、サンリオ、1983年
- 『酒について』、吉行淳之介、林節雄訳、講談社、1985年
- 『エヴリデイ・ドリンキング』、山本博訳、講談社、1985年
- 『洋酒雑学百科Q&A』、山本博訳、講談社、1986年